# 三合乡 (白城市)
三合乡，是中华人民共和国吉林省白城市洮北区下辖的一个乡镇级行政单位。

## 行政区划
三合乡下辖以下地区：
方家村、八青村、三合村、凤城村、夏家村、宝山村、西宝山村、大房村和金家村。